# Rosolini
Rosolini (tiếng Sicilia: Rusalini) Là một đô thị ở tỉnh Siracusa, Sicilia (Italia). It's có vị trí khoảng 200 km về phía đông nam của Palermo và khoảng 40 km về phía tây nam của Syracuse. Tại thời điểm ngày 31 tháng 12 năm 2004, đô thị này có dân số 20.927 người và diện tích là 76,2 km².
Rosolini giáp các đô thị: Ispica, Modica, Noto, Ragusa.